# 南尖粉蝶
南尖粉蝶（學名：Saletara panda），又名岩崎粉蝶。分佈於泰國（拉廊以南）、馬來半島西部、刁曼島、奧爾島、新加坡、蘇門答臘至婆羅洲一帶。